# Cappella (Bacoli)
Cappella è una frazione che si trova al confine tra i comuni di Bacoli e Monte di Procida nella Città metropolitana di Napoli . Essa si estende per circa 1 km, confina con il comune di Monte di Procida a ovest con quello di Bacoli a est, con le frazioni di Miliscola a sud e di Fusaro e Torregaveta a nord. Ci sono due parti di Cappella: la parte antica, o cappella Vecchia, con la chiesa del Casale ed una di più recente urbanizzazione con diverse attività commerciali lungo viale Olimpico. La popolazione censita è di circa 6 000 abitanti. Zona industriale è la Torre di Cappella.